# NGC 2342
NGC 2342 je galaksija u zviježđu Blizancima.

## Vanjske poveznice
- SEDS: NGC 2342